# Герб Туркестанської АРСР
Державний герб Туркестанської АРСР був затверджений урядом Туркестанської АРСР.

## Історія

### Туркестанська АРСР
Емблема Туркестанської АРСР була схожа на герб Російської Радянської Федеративної Соціалістичної Республіки. Емблема має стрічку з абревіатурою «Т. С. С. Р.»